# Karl von Harrach
Karl von Harrach Conte di Rohrau (Rohrau, 1570 – Praga, 25 maggio 1628) è stato un militare austriaco.
Fu consigliere dell'imperatore Ferdinando II d'Asburgo.

## Biografia
Figlio di Leonhard V von Harrach e della contessa Maria Jacoba von Hohenzollern, Karl von Harrach alternò i propri studi con molti viaggi in Europa sin quando non entrò definitivamente nell'esercito austriaco nel 1594 divenendone Colonnello. 
Egli prestò servizio per un anno nei Paesi Bassi, quindi ritornò in Austria, partecipò alle campagne in Ungheria e si scontrò con la ribellione dei lavoratori salariati dell'alta Austria, nella controversia tra gli imperatori Rodolfo II e suo fratello Mattia e nella guerra contro Venezia. Eletto Ferdinando II ne divenne consigliere e ricevette, dopo la battaglia della Montagna Bianca, i beni derivati dalla vittoria sulla Boemia.
Divenuto uno dei consiglieri più influenti, visitò nel 1622 Ratisbona. 
Karl von Harrach morì il 25 maggio 1628 a Praga. La sua famiglia ereditò per dote una piccola parte dei domini dei Wallenstein.

## Discendenza
Nel 1591 sposò Maria Elisabeth von Schrattenbach; dei 14 figli che ebbe la coppia, Ernst Adalbert fu in seguito arcivescovo di Praga cardinale della Chiesa cattolica ed Elisabetta, che sposò Albrecht von Wallenstein.
| Controllo di autorità | VIAF (EN) 32749816 · ISNI (EN) 0000 0000 8370 2948 · CERL cnp00643310 · GND (DE) 11648439X |